# Nonghyup

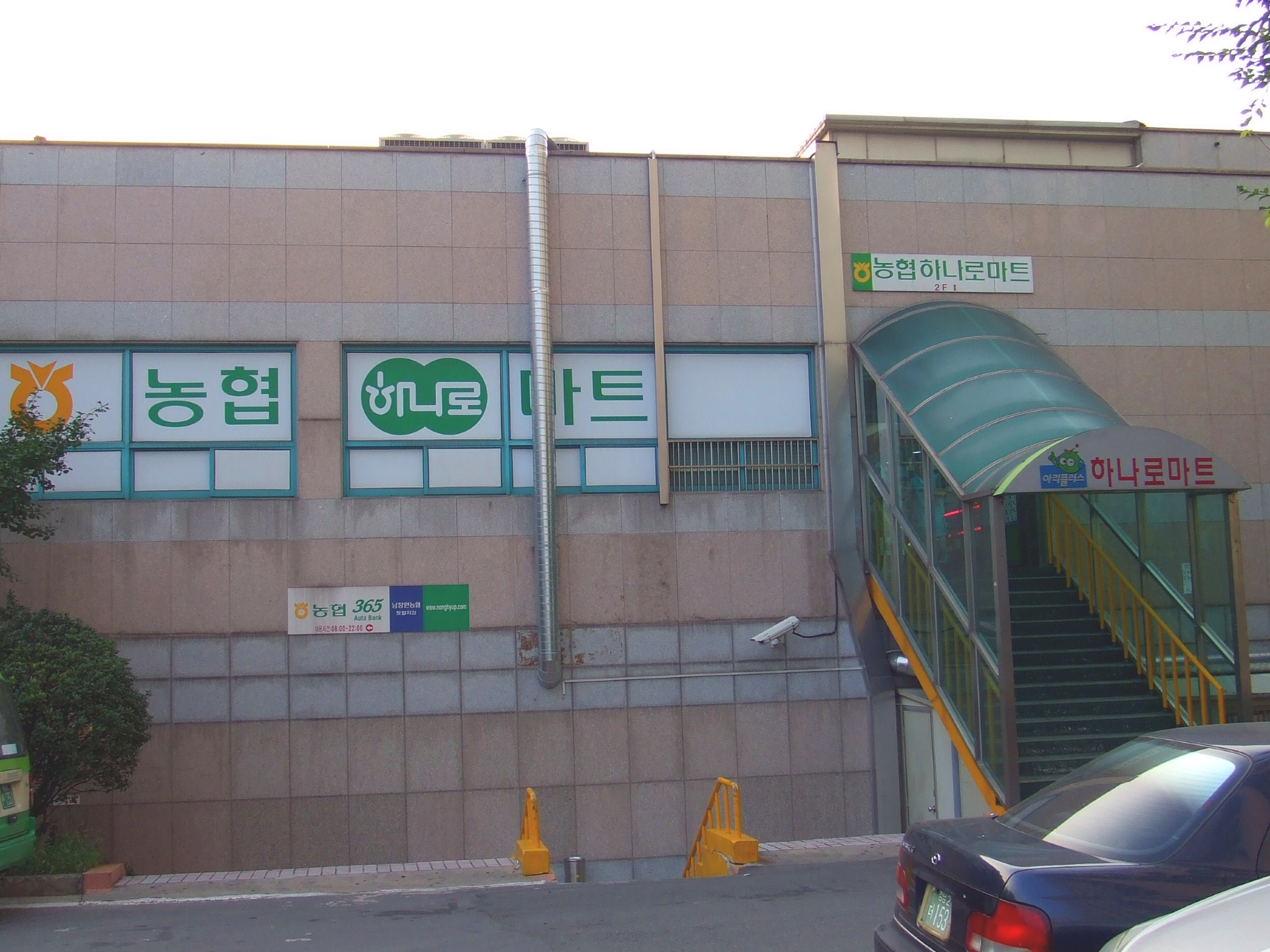
Hanaromart es la cadena de supermercados de la federación.

La Federación Cooperativa Agrícola Nacional (coreano: Nonghyup, 농협 o 농업협동조합) es una federación de cooperativas agrícolas en Corea del sur.
Proporciona suministros, procesamiento, mercadotecnia y servicios bancarios a través de más de 4000 sucursales. Participa en la lista de 2007 de la Alianza Cooperativa Internacional Global 300, lista de mutuas y cooperativas, clasificándose en cuarto lugar por volumen de negocios, así como una de las mayores organización cooperativas bancarias más grande del mundo.

## Agricultura

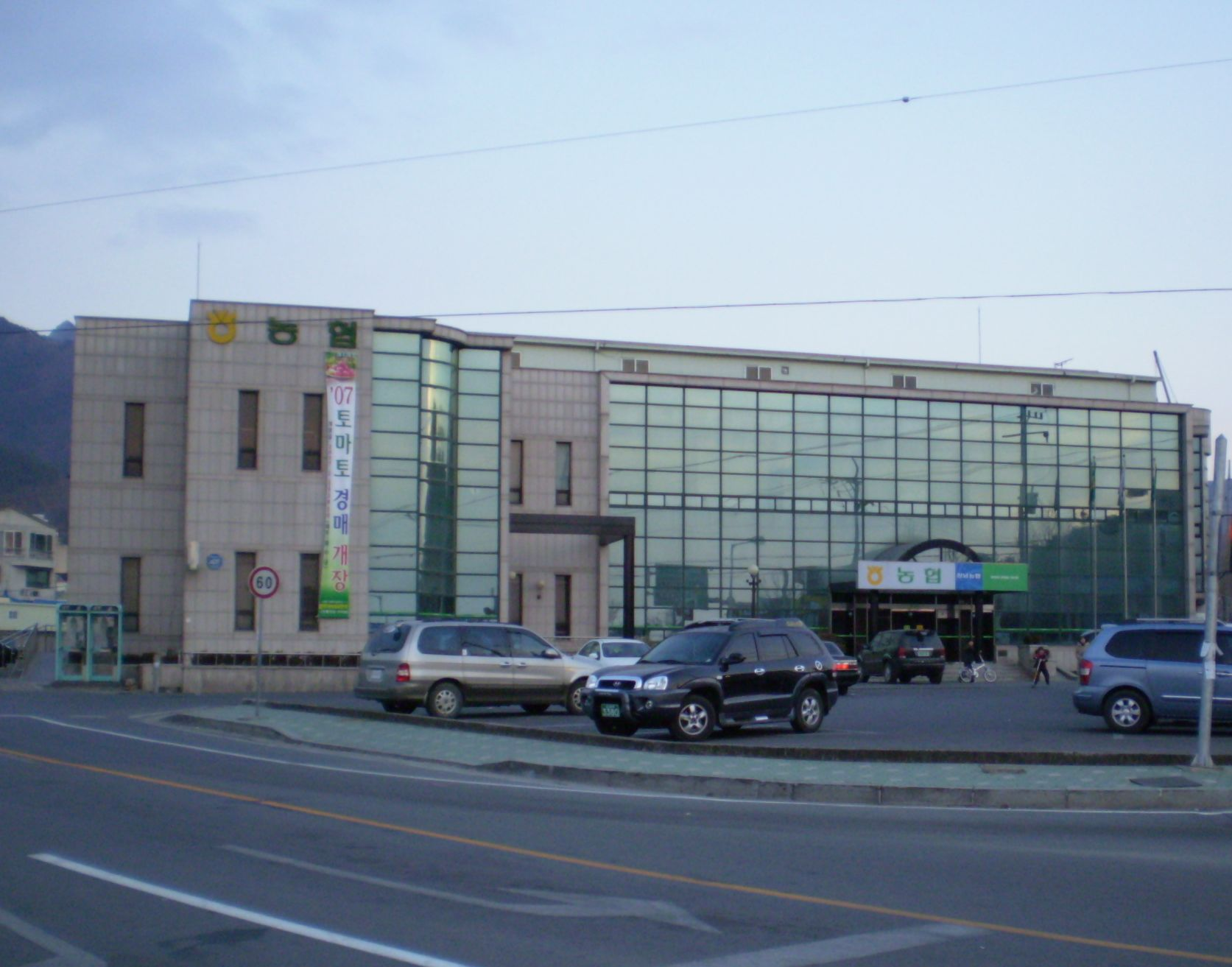
FCAN tiene oficinas locales en Changnyeong.

Según sus propios datos, Nonghyup proporciona el 48% del mercado de los alimentos rurales en Corea del Sur.
Trabaja en la mayoría de sectores agrícolas, pero se especializa en carne de ternera, carne de cerdo y productos avícolas.
Nonghyup opera una serie de tiendas de alimentación llamadas "Nonghyup Hanaromart" que venden productos frescos, fruta, carne de ternera, carne de cerdo y otros productos alimentarios. Muchos productos de Nonghyup Hanaromart son producidos en las fábricas de Nonghyup y llevan su propia marca.
También posee la Escuela Universitaria de la Cooperativa Agrícola, (Agricultural Cooperative College), una escuela universitaria privada localizada en la ciudad de Goyang, provincia de Gyeonggi. 
Nonghyup es la organización hermana de la Suhyup (o Su-hyeop, la Federación Nacional de Cooperativas de Pesca), una federación cooperativa similar relacionada con la industria pesquera de Corea del Sur.
En octubre de 2008, Nonghyup compró de ACX Pacific Northwest una planta de transformación localizada en Albany, Oregón.

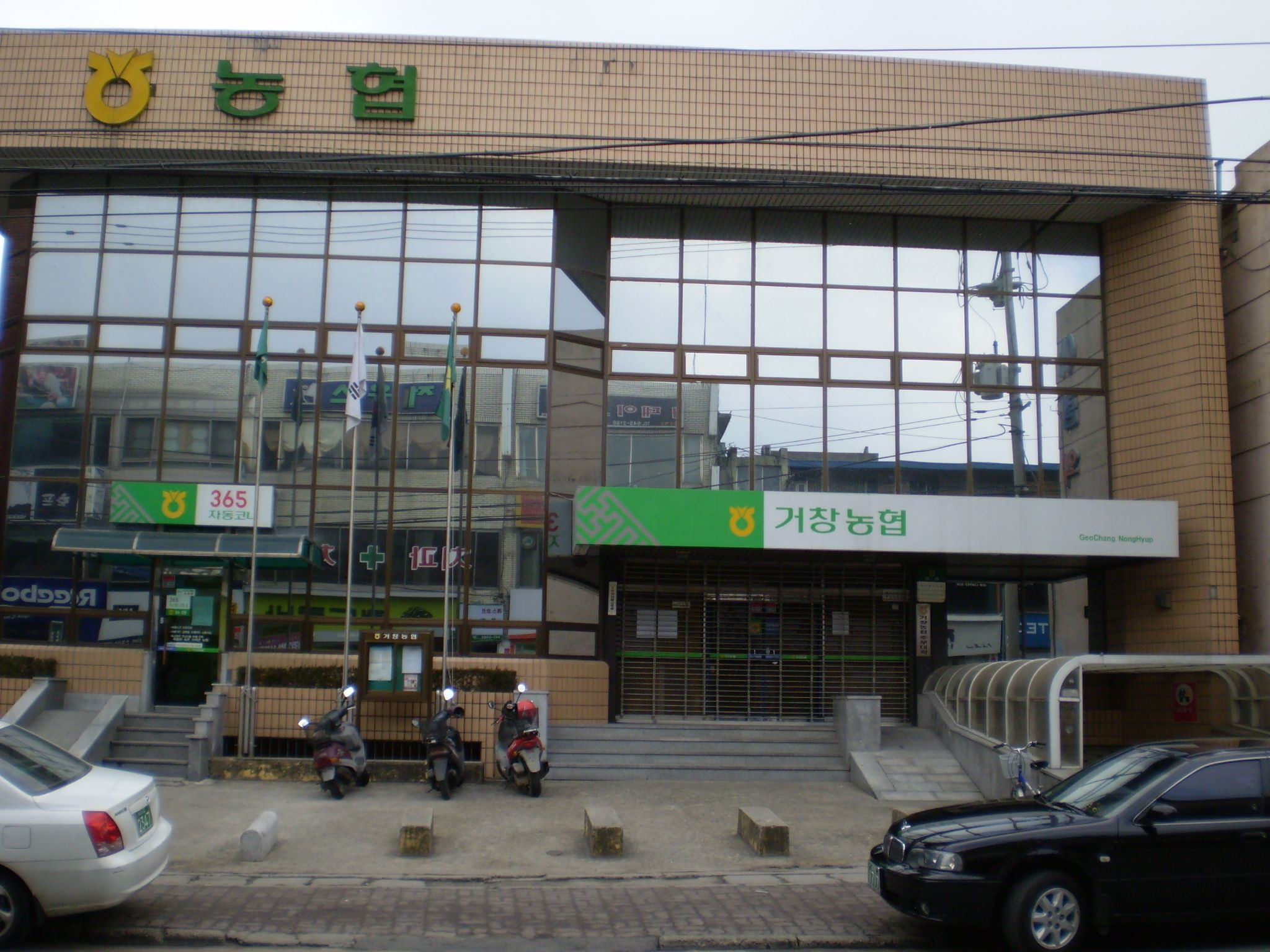
El nombre de Nonghyup está prominentemente expuesto fuera de las oficinas de Geochang.

## Servicios bancarios y financieros
Nonghyup tiene dos operaciones bancarias distintas. La primera proporciona transacciones de banca comercial para sus miembros cooperativos, incluyendo 108 billones de wons surcoreanos (KRW) de préstamos pendientes a finales de 2007. La segunda proporciona banca minorista para consumidores y clientes individuales en Corea del Sur, incluyendo KRW 102 billones de préstamos. 
La división bancaria también proporciona seguros y es miembro del BC Card, la compañía de tarjetas de crédito.